# Gruzijska kuhinja
Gruzijska kuhinja odnosi se na kulinarske stilove i jela koja potječu od naroda Gruzije i pripremaju ih Gruzijci širom svijeta. 
Gruzijska kuhinja je specifična za Gruziju, ali također sadrži i neke utjecaje iz europskih i bliskoistočnih kulinarskih tradicija, kao i onih iz okolnih zemalja zapadne Azije. Kuhinja nudi raznovrsna jela s raznim travama i začinima. Svaka povijesna pokrajina u Gruziji ima svoju izrazitu kulinarsku tradiciju, s inačicama kao što megrelijanka, kahetijanska i imerecijanska kuhinja. Osim raznih jela od mesa, gruzijska kuhinja također nudi niz vegetarijanskih jela.
Gruzijska kuhinja je rezultat bogate međuigre kulinarskih ideja nastalih uz trgovačke putove.
Gruzijski restorani su prisutni u Rusiji od sredine 20. stoljeća, uz pomoć činjenice da je Josif Staljin bio Gruzijac osobito sklon gruzijskoj kuhinji. U Rusiji, svi veći gradovi imaju mnoge gruzijske restorane, i ruski restorani često imaju gruzijske namirnice na svom jelovniku.